# Айтыс Биржана и Сары
Айтыс Биржана и Сары — айтыс Биржана Кожагулулы и Сара Тастанбеккызы. Состоялся в 1871 близ Капал-Аксу (ныне Алматинская область), куда Биржан-сал приехал из Акмолинской области.
Содержание айтыса было записано собирателем произведения народно-поэтического творчества Жусупбеком Шайхисламулы. Впервые текст айтыса издан в 1898 в Казани. Там же были изданы два других варианта, обнаруженных в Жайсане (1-й вариант — 969 строк, 2-й — 1080). В 1907 ещё один вариант опубликован Aрипом Танирбергенулы. Айтыс Биржана и Сары неоднократно издавался отдельной книгой. Айтыс Биржана и Сары обращается к острой социальной проблеме — женскому неравноправию, социальной несправедливости. Биржан и Сара поднимают вопросы нравственных взаимоотношений, человеческой судьбы, счастья и т. д. Айтыс Биржана и Сары относится к лучшим образцам этого жанра. Айтыс Биржана и Сары лег в основу оперы М.Тулебаева «Биржан и Сара» (1946, либретто К. Жумалиева).